# Parte de mí Tour
Parte de mí Tour es la primera gira musical de la cantante argentina Nicki Nicole, realizada para promocionar su segundo álbum de estudio, Parte de mí. Dio inicio el 27 de noviembre de 2021 en la ciudad de Rosario y tiene previsto recorrer más de 30 países.

## Antecedentes
Parte de mí Tour fue anunciado oficialmente el 19 de octubre de 2021 a través de las redes sociales de la cantante con las primeras fechas para Argentina. Debido a la demanda popular se agregaron nuevas fechas en Rosario y Buenos Aires a pocos días que se anunció la gira. Tres semanas después se sumaron nuevas fechas en ciudades como Barcelona y Madrid. En las siguientes semanas continuaron agregándose nuevas fechas para diferentes festivales de música, entre ellos, Lollapalooza Argentina, Asuncionico y el Festival Estéreo Picnic.

## Actos de apertura

### América Latina
- Manu Piró, Fasciolo y Nasir Catriel (Rosario, 27, 29 y 30 de noviembre de 2021)[9][10]

## Recepción crítica
Juan Facundo Díaz de Silencio, revista argentina, en su análisis destacó el concierto como «una lluvia de certezas y confirmaciones», y opinó que: «fue la confirmación de su condición de estrella pop, luego de trascender cualquier etiqueta de géneros o estilos».

## Recepción comercial
Luego del anuncio de la gira, los boletos comenzaron a venderse rápidamente. Las entradas para el espectáculo anunciado inicialmente en Rosario se agotaron en 3 horas, lo que provocó la adición de dos nuevos conciertos. Asimismo, volvió a repetirse esta situación con el concierto de Buenos Aires, añadiendo otros más. En la ciudad de Córdoba, el show tenía previsto desarrollarse en el Quality Espacio y debido a la demanda de entradas se trasladó al Estadio Quality, lugar con mayor capacidad de personas. Por otro lado, los concierto en las ciudades de España, en Barcelona y Madrid, también resultaron agotados.

## Repertorio
| Parte de mí Tour |
| --- |
| La siguiente lista de canciones corresponde al concierto realizado el 28 de noviembre de 2021 en Córdoba. No representa todos los espectáculos ofrecidos a lo largo de la gira. |

1. «Colocao»
2. «Mala vida»
3. «Darling»  (Intro Extended)
4. «Baby»
5. «Plegarias»
6. «Si vos me los pedís»
7. «Cuando te veo»
8. «Dame»
9. «Verte»
10. «Ella no es tuya»
11. «No toque mi Naik»
12. «Parte de mí»
13. «Pensamos»
14. «Me has dejado»
15. «Perdido»
16. «Tengo to»
17. «Sabe»
18. «YaMeFui»
19. «Años luz»
20. «Mamichula»
21. «Dangerous»
22. «Wapo traketero»

| Notas |
| --- |
| - Durante el concierto en Buenos Aires, Nicki Nicole interpretó «Otra noche» por primera vez en la gira, siendo añadida al repertorio en algunos conciertos. - Durante el concierto en Barcelona (España), Nicki Nicole interpretó «Formentera» por primera vez en la gira. |

| Artistas invitados |
| --- |
| - Durante el concierto del 29 de noviembre en Rosario, Nicki Nicole interpretó junto al cantante Trueno la canción «Mamichula». - Durante los concierto de diciembre en Buenos Aires, Nicki Nicole interpretó junto al cantante Trueno la canción «Mamichula»; y «YaMeFui» con Duki, las fechas del 3 y 4 del mismo mes. - Durante el concierto en el Festival Nacional de Peñas de Villa María, Nicki Nicole nuevamente interpretó junto a Trueno la canción «Mamichula»; y «Otra noche» junto al grupo de cuarteto La K'onga. - Durante el concierto en Madrid, Nicki Nicole interpretó junto al cantante Delaossa el sencillo «Me has dejado». - Durante el concierto de Lollapalooza Argentina, Nicki interpretó la canción «Venganza» junto a No Te Va Gustar; y «YaMeFui» acompañada de Duki y Bizarrap. |

## Fechas
| Fecha                   | Ciudad           | País           | Lugar                               | Asistencia    |
| Etapa 2021              | Etapa 2021       | Etapa 2021     | Etapa 2021                          | Etapa 2021    |
| ----------------------- | ---------------- | -------------- | ----------------------------------- | ------------- |
| 27 de noviembre de 2021 | Rosario          | Argentina      | Teatro Broadway                     | 2 000 / 2 000 |
| 28 de noviembre de 2021 | Córdoba          | Argentina      | Quality Estadio                     | 4 200 / 4 200 |
| 29 de noviembre de 2021 | Rosario          | Argentina      | Teatro Broadway                     | 2 000 / 2 000 |
| 30 de noviembre de 2021 | Rosario          | Argentina      | Teatro Broadway                     | 2 000 / 2 000 |
| 3 de diciembre de 2021  | Buenos Aires     | Argentina      | Teatro Gran Rex                     | 3 262 / 3 262 |
| 4 de diciembre de 2021  | Buenos Aires     | Argentina      | Teatro Gran Rex                     | 3 262 / 3 262 |
| 5 de diciembre de 2021  | Buenos Aires     | Argentina      | Teatro Gran Rex                     | 3 262 / 3 262 |
| Etapa 2022              |                  |                |                                     |               |
| 11 de febrero de 2022   | Villa María      | Argentina      | Anfiteatro Municipal de Villa María | 12 000        |
| 23 de febrero de 2022   | Barcelona        | España         | Sala BARTS                          | 1 630 / 1 630 |
| 24 de febrero de 2022   | Madrid           | España         | El Invernadero                      | 2 850 / 2 850 |
| 7 de marzo de 2022      | Mendoza          | Argentina      | Teatro Griego Frank Romero Day      | 20 000        |
| 19 de marzo de 2022     | Buenos Aires     | Argentina      | Hipódromo de San Isidro             | Festival      |
| 20 de marzo de 2022     | Santiago         | Chile          | Parque O'Higgins                    | Festival      |
| 26 de marzo de 2022     | Bogotá           | Colombia       | Campo de Gol Briceño                | Festival      |
| 1 de abril de 2022      | Monterrey        | México         | Parque Fundidora                    | Festival      |
| 2 de abril de 2022      | Ciudad de México | México         | Parque Bicentenario                 | Festival      |
| 16 de abril de 2022     | Coachella        | Estados Unidos | Empire Polo Club                    | Festival      |
| 23 de abril de 2022     | Coachella        | Estados Unidos | Empire Polo Club                    | Festival      |
| 22 de julio de 2022     | Valencia         | España         | Ciudad de las Artes y las Ciencias  | Festival      |
| 23 de julio de 2022     | Asturias         | España         | Jardines Feriales de Llaneras       | Festival      |

### Cancelados o reprogramados
| Fecha               | Ciudad   | País     | Lugar         | Motivo                                |
| ------------------- | -------- | -------- | ------------- | ------------------------------------- |
| 23 de marzo de 2022 | Asunción | Paraguay | Espacio Idesa | Cancelado por condiciones climáticas. |

## Personal
Banda
- Voz principal - Nicki Nicole
- Guitarra - Andés Cortes
- Bajo - Juan Giménez
- Batería - Jeremias Segall de Rosa
- Teclados - María Florencia García
- Coros - Ayelén Zuker y Camila Ibarra

Fuente: